# Hedvig Lindahl
Rut Hedvig Lindahl, född 29 april 1983 i Västra Vingåkers församling, Södermanlands län, är en svensk före detta fotbollsmålvakt. Tidigare spelade Lindahl för Djurgården IF, Atlético Madrid, Malmö FF, Linköping FC, Kopparbergs/Göteborg FC och Kristianstads DFF, samt i England där hon med Chelsea FC Women vunnit både FA Women's Super League och FA Women's Cup två gånger, 2015 och 2017/18.
Lindahl spelade landslagsfotboll sedan 2002 och var ordinarie landslagsmålvakt för Sverige sedan 2005. 2017 blev hon den fotbollsmålvakt – oavsett kön – som deltagit i flest landskamper för Sveriges landslag.
I mars 2018 utsågs Lindahl till världens bästa kvinnliga målvakt av spelarorganisationen FIFPro.

## Biografi

### Tidiga år
Lindahl är född i Katrineholm och uppvuxen i Marmorbyn i Vingåkers kommun. Hon började spela fotboll som fyraåring, då hon tjatade sig till fotbollsskor eftersom den äldre systern fick ett par. Syskonens far har varit fotbollsspelare.
Vid tretton års ålder beslutade Lindahl att satsa på att bli fotbollsproffs, detta efter att hon blivit uttagen till Katrineholm–Flen–Vingåkers zonlag. Året efter beslutade Lindahl att satsa som målvakt, efter att hon tidigare kombinerat målvaktsspel med forwardsspel. Nya mål sattes upp, och Lindahl lyckades bli uttagen till Sörmlandslaget (ett tillfälligt lag där de bästa fotbollsspelarna i Sörmland i samma årskull får spela).

### Klubbfotboll
Lindahls moderklubb är Gropptorps IF, som ligger en mil utanför Katrineholm (men tillhör Vingåkers kommun) i Södermanland. Hon började sin karriär tillsammans med pojkarna i samma klubb och spelade från 11 års ålder i Baggetorps IF:s flicklag. Med DFK Värmbol debuterade Lindahl som fjortonåring på seniornivå (Division 4), varefter hon med Tunafors SK vann Division 2. Därifrån värvades hon 2001 till damallsvenska Malmö FF.
I Malmö FF spelade Lindahl i tre säsonger (2001–2003). Lindahl konkurrerade om målvaktsplatsen med dåvarande landslagsmålvakten Caroline Jönsson. Trots en position som andremålvakt fick Lindahl förtroendet av dåvarande förbundskapten Marika Domanski Lyfors, vilket ledde till debut i damlandslaget (2002) samt VM-silver i USA (2003).
Lindahl värvades 2004 till Linköpings FC. Därefter började hon på allvar att tävla med Caroline Jönsson och Sofia Lundgren om platsen som ordinarie landslagsmålvakt.
Efter fem år och två cupvinster (2006 och 2008), fortsatte karriären i Kopparbergs/Göteborg FC. Där stannade hon i två säsonger, innan hon inför säsongen 2011 blev värvad till Kristianstads DFF. 2015 gick färden vidare, och för första gången lämnade hon Sverige för spel utomlands. Engelska Chelsea blev då ny klubbadress.
Under sin tid i Chelsea fortsatte Lindahl att uppmärksammas. Hon vann både 2015 och 2016 Diamantbollen som Sveriges bästa kvinnliga fotbollsspelare. Våren 2018 avancerade hon med Chelsea till semifinal i Uefa Women's Champions League.
Våren 2019 lämnade Lindahl klubben, efter att fått sparsamt med speltid och inte erbjudits nytt kontrakt. Efter det lyckosamma landslagsdeltagandet i VM 2019 kontrakterades hon dock av tyska WfL Wolfsburg. Den 7 juli 2020 värvades Lindahl av spanska Atlético Madrid, där hon skrev på ett tvåårskontrakt.
2022 blev hon klar för Djurgårdens IF. 2024 skrev hon ett korttidskontrakt med Eskilstuna United.
23 maj 2024 meddelade Lindahl att hon avslutar karriären.

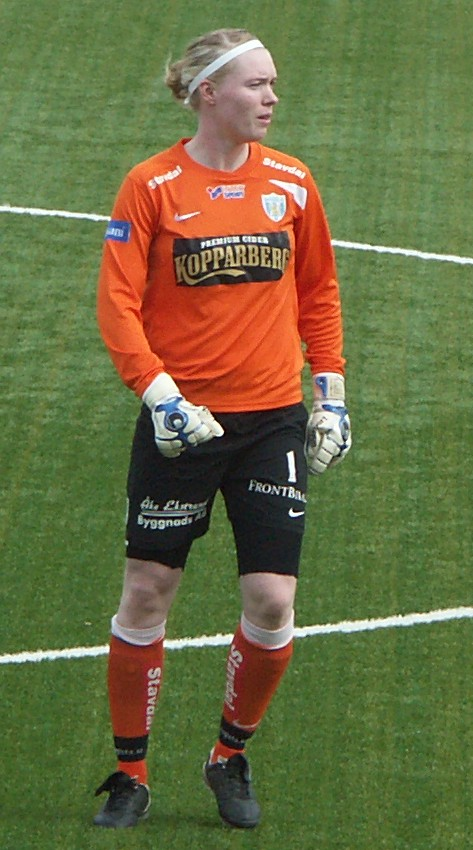
Lindahl med Kopparbergs/Göteborg FC 2009.
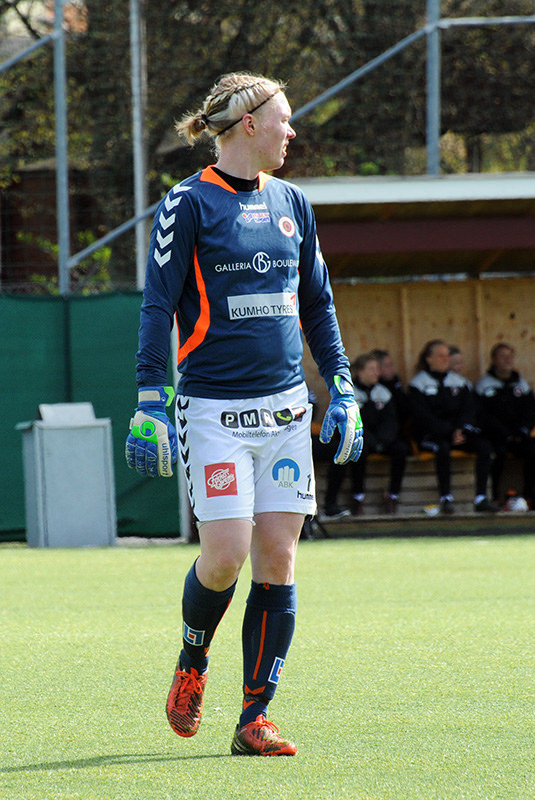
Lindahl med Kristianstads DFF 2014.
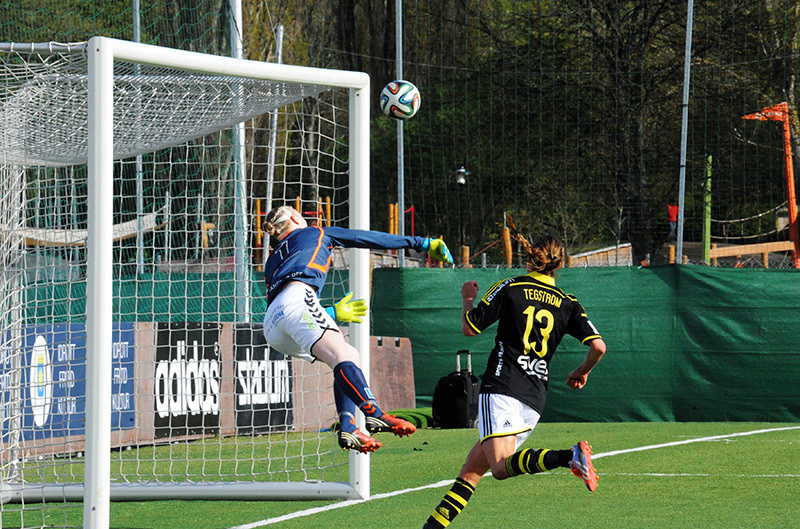
Lindahl med Kristianstads DFF 2014 (i match mot AIK).
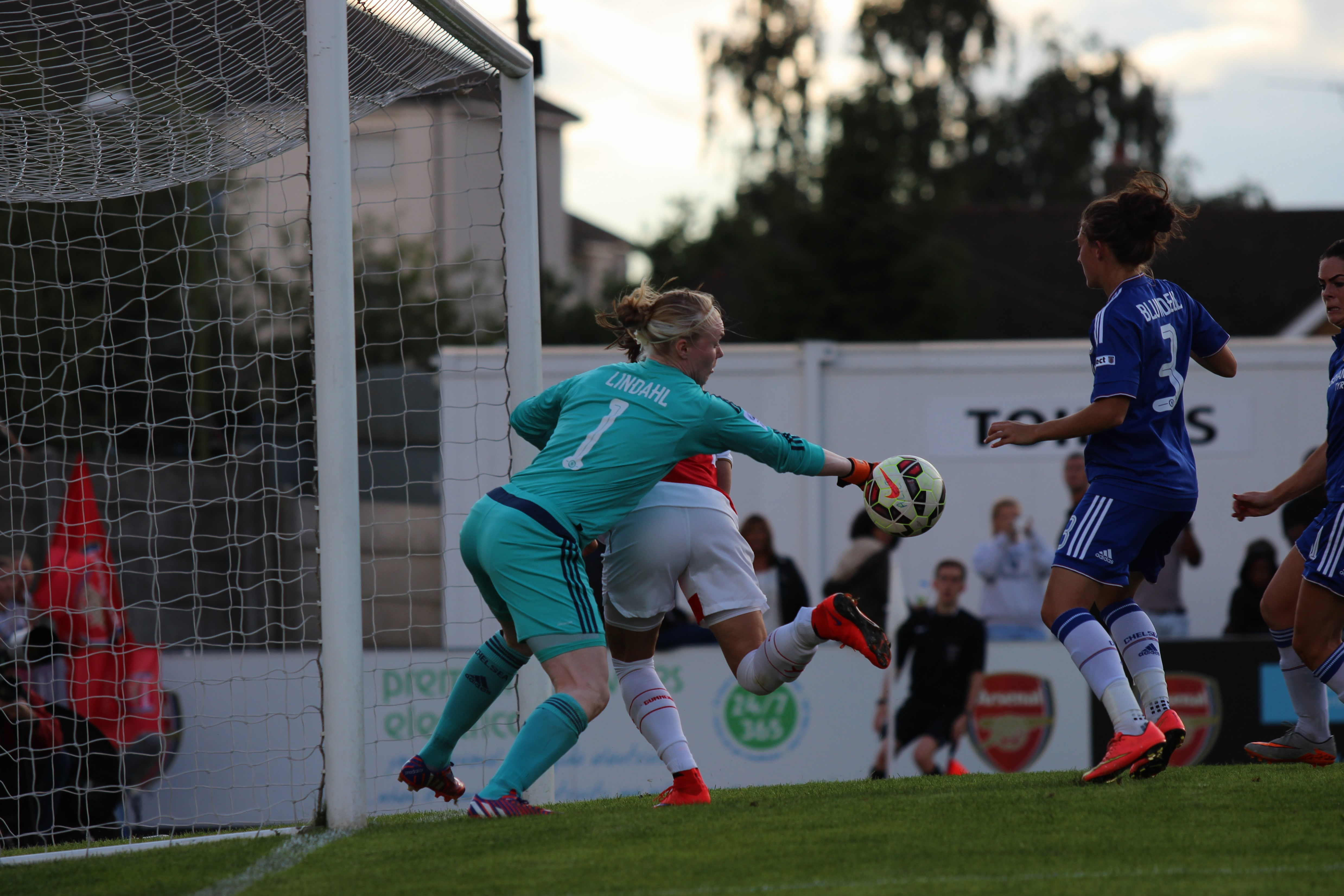
Lindahl med Chelsea 2015 (match mot Arsenal).

### Landslagsspel
Lindahls landslagskarriär startade 1998 då hon med Sörmlandslaget deltog vid elitflicklägret i Halmstad. Där blev hon uttagen till All Star Team, där de bästa fotbollsspelarna födda 1983 deltog. Varje femtonårig fotbollsspelare blev bedömd enligt en femgradig skala, där Lindahl fick det högsta betyget (5 av 5), något som sällan delades ut.
Sedan 1998 deltog Lindahl i svenska damlandslag på flick-, U21- och A-landslagsnivå. Lindahl har genomgått SvFF:s utbildningsstege.
I landslaget debuterade hon 2002. Hon var mellan 2005 och 2022 förstemålvakt i alla mästerskap utom 2013, då hon nyligen kommit tillbaka från en korsbandsskada. 2004, 2005, 2009 och 2014 tilldelades hon utmärkelsen Årets målvakt.
Den 3 augusti 2014 spelade hon sin 100:e landskamp för svenska landslaget, i en match mot England. Hedvig Lindahl spelade sin 113:e landskamp för Sverige i och med mötet mot Moldavien den 17 september 2015. Därmed slog hon Elisabeth Leidinges rekord i antal spelade landskamper för en damfotbollsmålvakt i Sverige.
I maj 2019 blev Lindahl uttagen i Sveriges trupp till Världsmästerskapet i fotboll 2019.

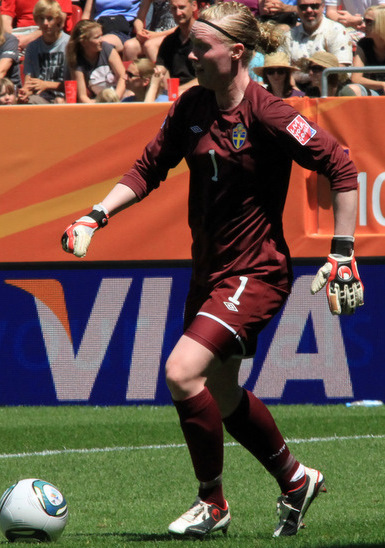
Lindahl under VM 2011.
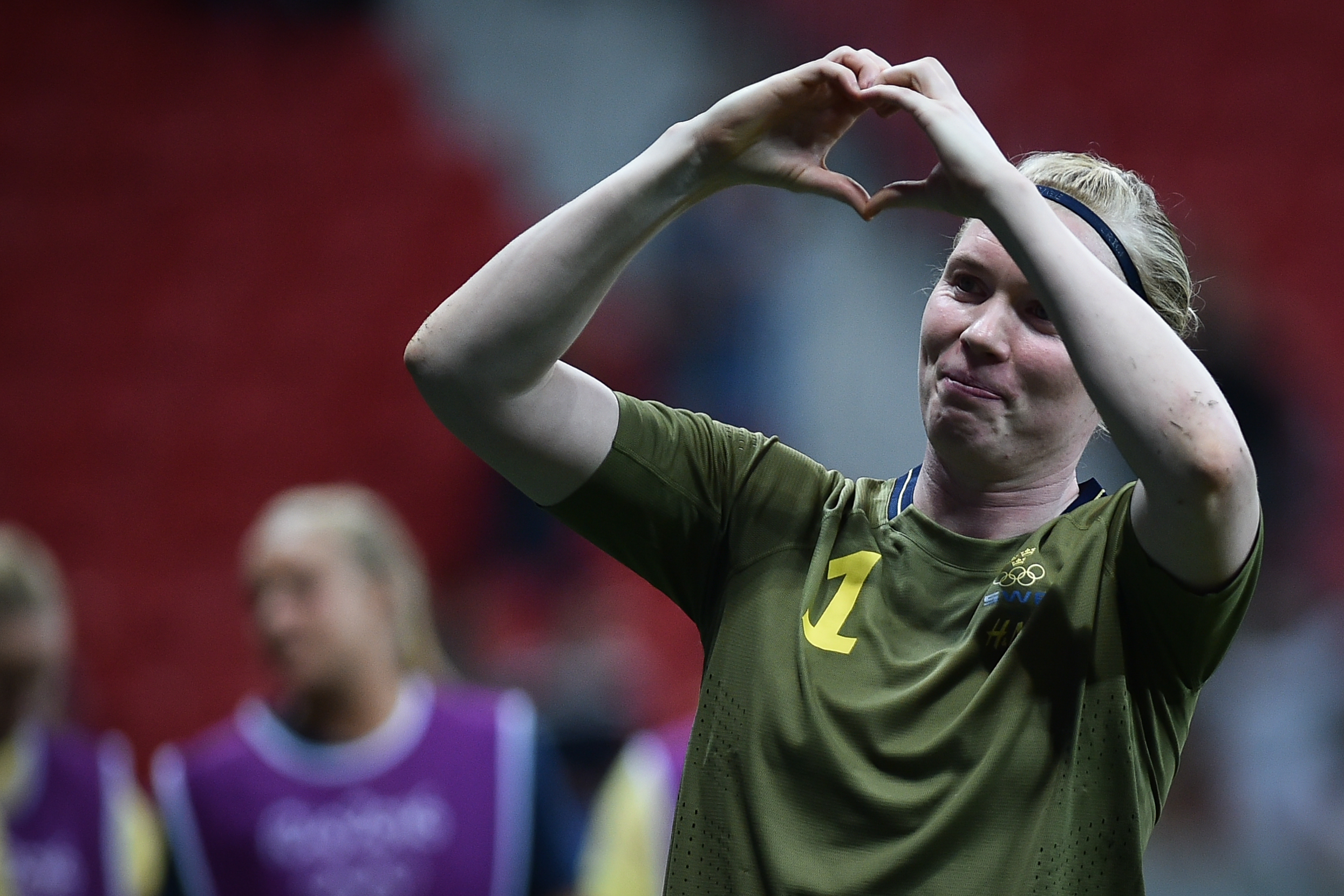
Lindahl tackar publiken efter OS-matchen 2016 mot Kina.
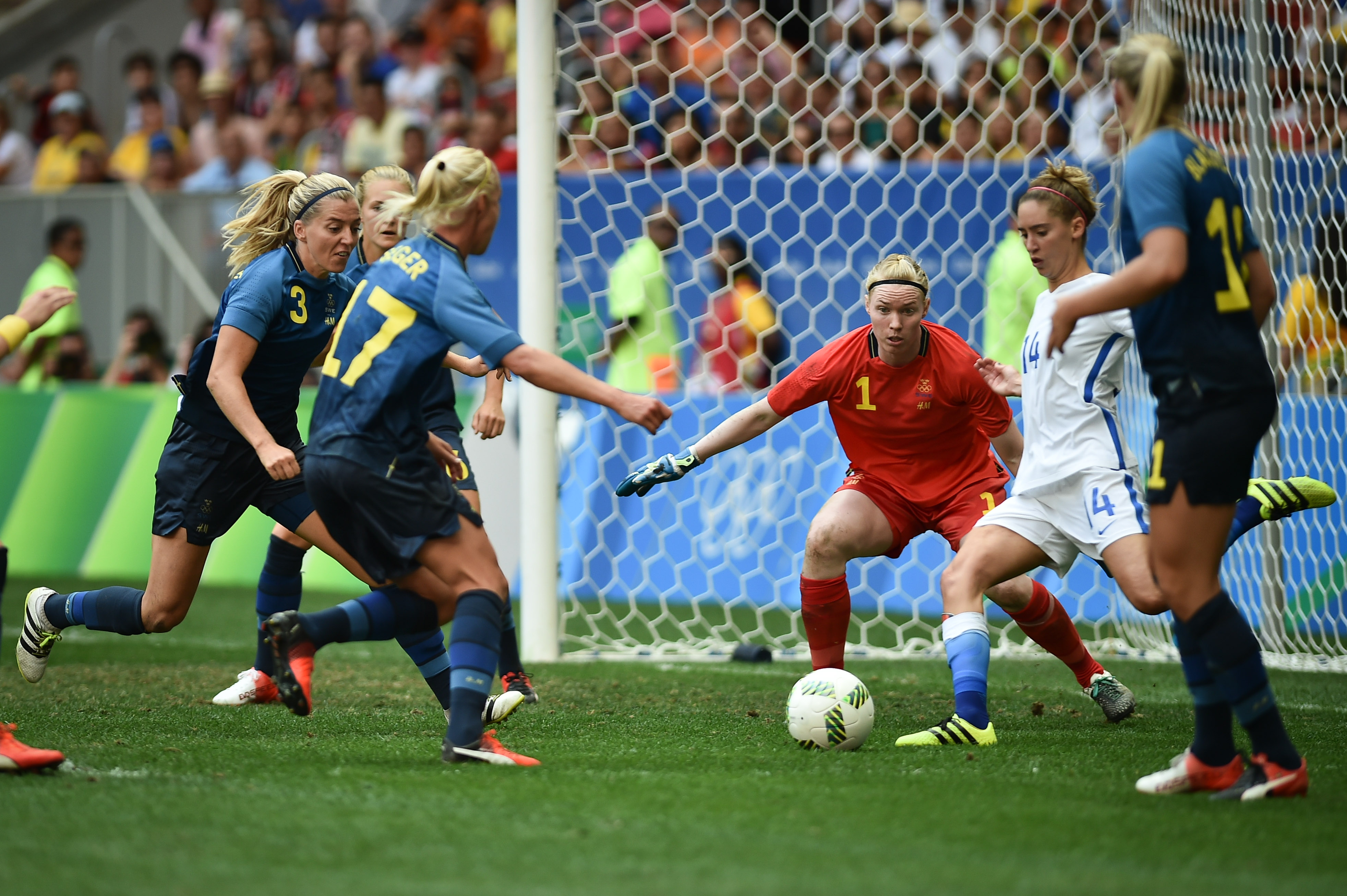
Lindahl under kvartsfinalen mot USA i OS 2016.
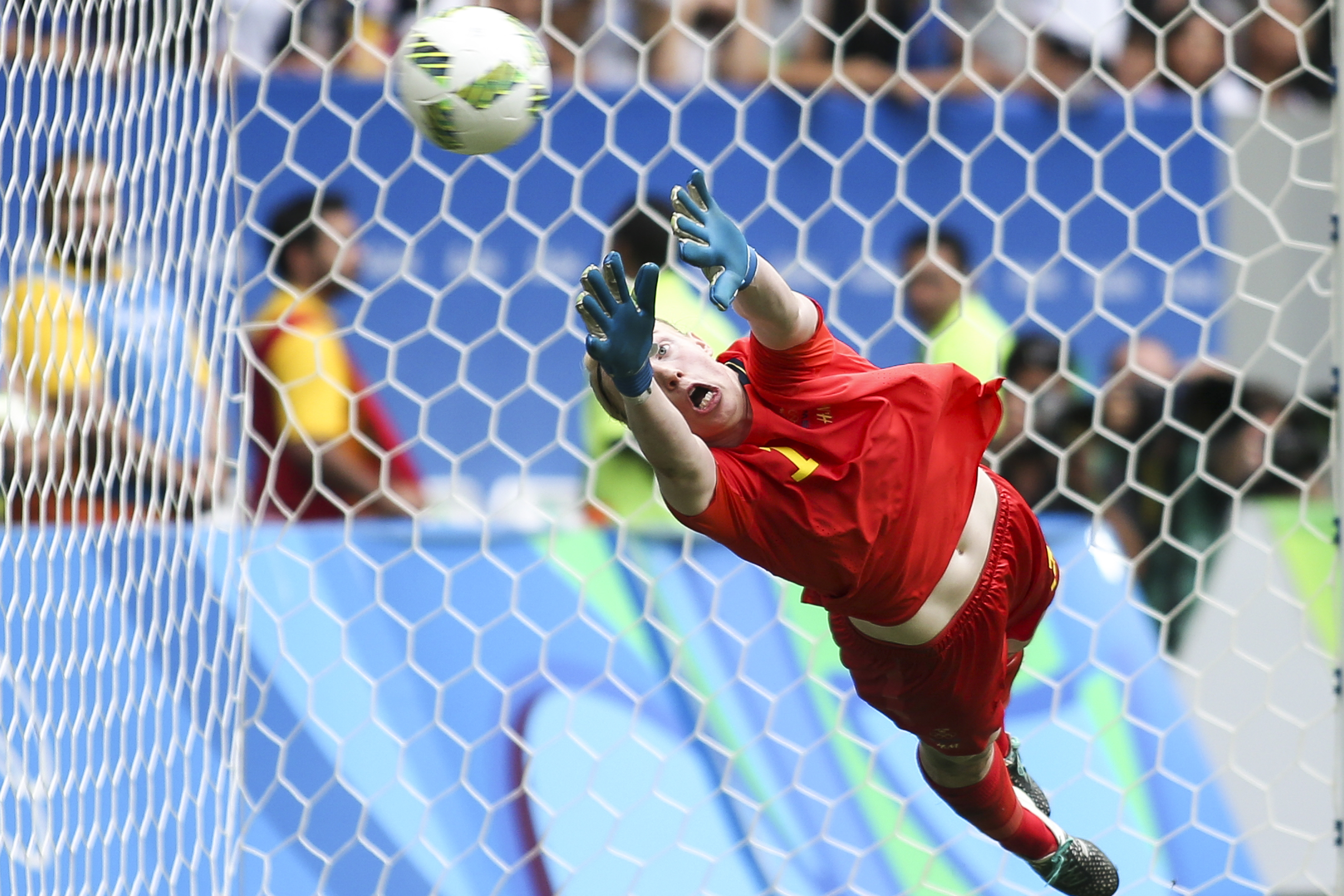
Under straffsparksläggningen mot USA (kvartsfinalen i OS 2016).
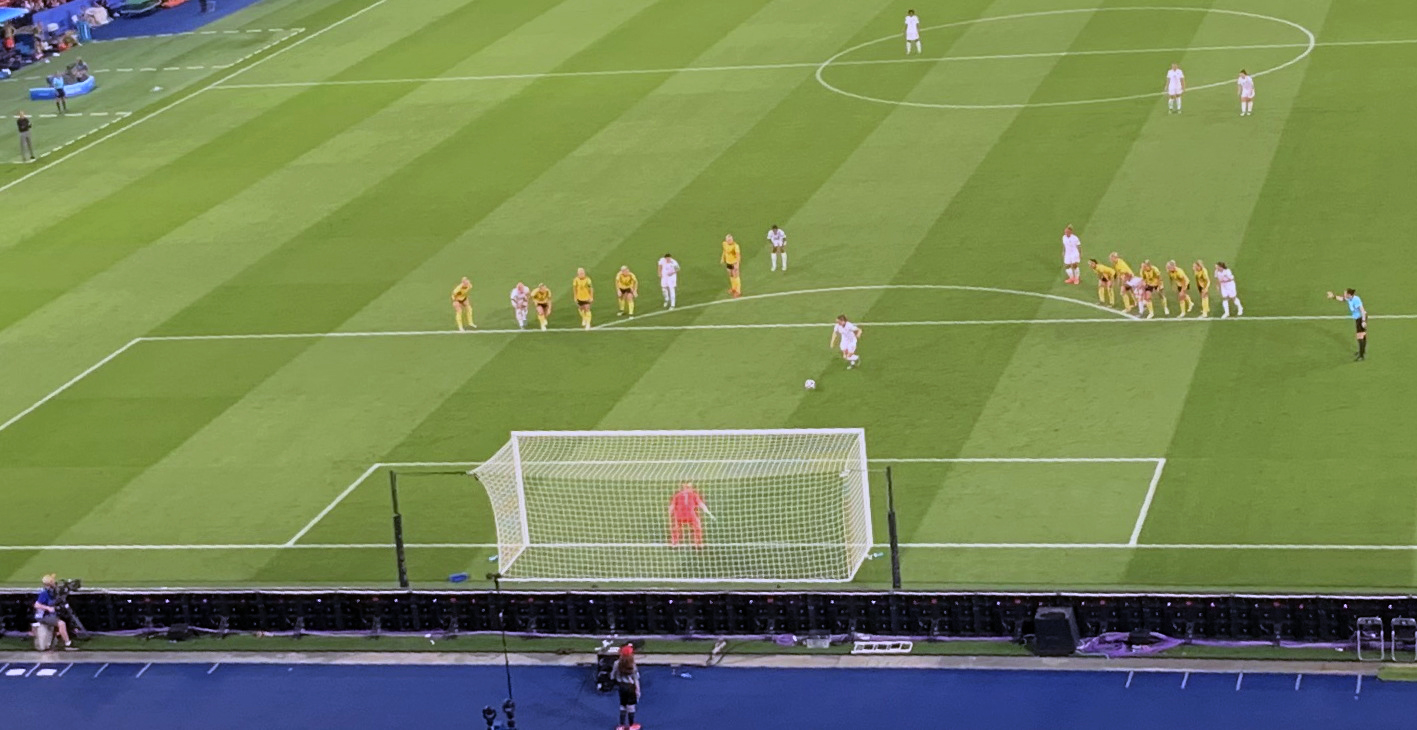
Lindahl med flera under straffsparksläggningen mot Kanada vid VM 2019.

### Övriga aktiviteter och familj
Förutom en egen aktiv karriär som fotbollsmålvakt driver Hedvig Lindahl ett företag med samma namn. Hon är dessutom utbildad målvaktstränare.
Hedvig Lindahl är gift och har två söner tillsammans med sin hustru Sabine Willms. Lindahl utnämndes 2016 till Årets bragdmama av tidningen Mama, och Lindahl menade att utmärkelsen lika mycket var hennes hustrus. Det är Willms som fött de båda barnen.

## Meriter

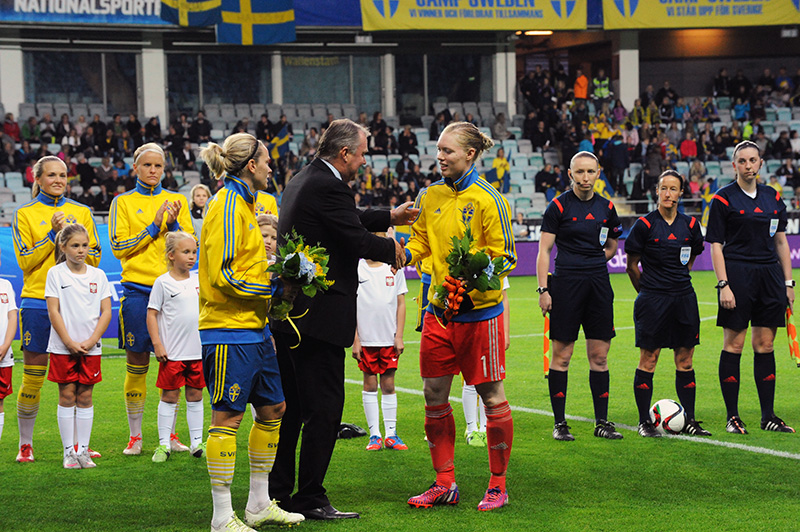
Lindahl tar emot pris 22 september 2015 (efter EM-kvalmatchen mot Polen, 3–0). Några dagar tidigare blev hon mesta landslagsmålvakt inom svensk damfotboll.

### Klubbfotboll
- SM-guld i inomhus-SM 2004
- Seger i Svenska cupen 2006, 2008

Landskamper
- 189 A-landskamper[30] (mesta landskampsmålvakten inom svensk fotboll)
- 12 U23[30]
- 7 U19[20]
- 6 U17[20]
- OS-silver 2016, OS-silver 2021
- VM-silver 2003, VM-brons 2011, VM-brons 2019
- EM-brons 2005, 2013

Personliga meriter
- Årets målvakt 2004, 2005, 2009, 2014, 2015, 2016, 2017, 2018, 2019, 2021
- Diamantbollen 2015[31]
- Diamantbollen 2016[32]